# جائزة ألمانيا الكبرى 2019
جائزة ألمانيا الكبرى 2019 هو سباق فورمولا 1 أقيم بتاريخ 28 يوليو 2019 في حلبة هوكنهايم، ألمانيا. كان الحادي عشر من أصل 21 في بطولة العالم لسباقات الفورمولا واحد موسم 2019. حلّ الهولندي ماكس فيرستابين أولا بينما جاء الألماني سباستيان فيتل في المركز الثاني.